# Archidiocèse d'Auch
L'archidiocèse d'Auch est Église particulière de l’Église catholique (selon le canon § 368) correspondant au département du Gers. Il fait partie de la province ecclésiastique de Toulouse.
Selon le Code de droit canonique de 1983, qui reprend les termes du concile Vatican II, le diocèse est « la portion du peuple de Dieu confiée à un évêque pour qu'il en soit, avec la coopération du presbytérium, le pasteur... ».
Depuis le 22 octobre 2020, l'archevêque d'Auch est Bertrand Lacombe. Il en est le 119e.

## Histoire

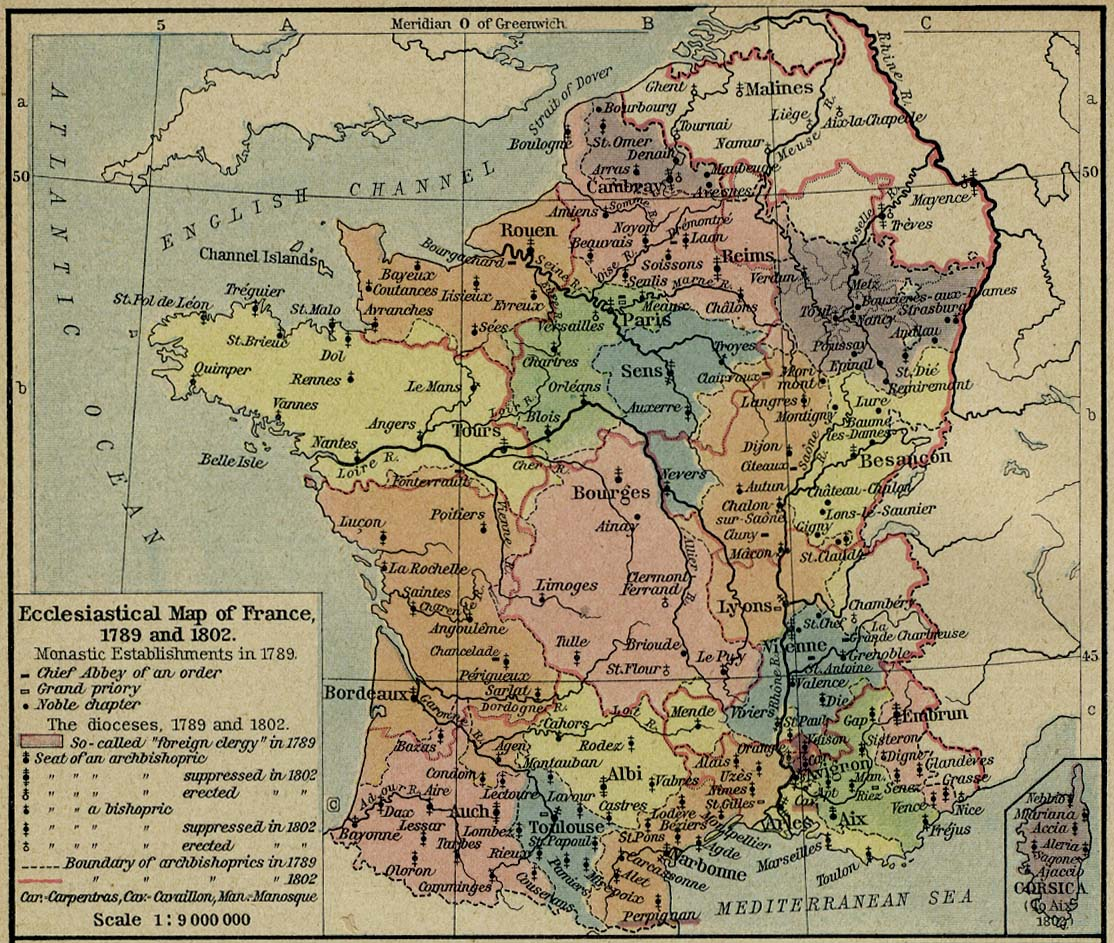
L'archidiocèse d'Auch et sa province sous l'Ancien régime.
L'archidiocèse d'Auch fut supprimé entre 1801 et 1822.
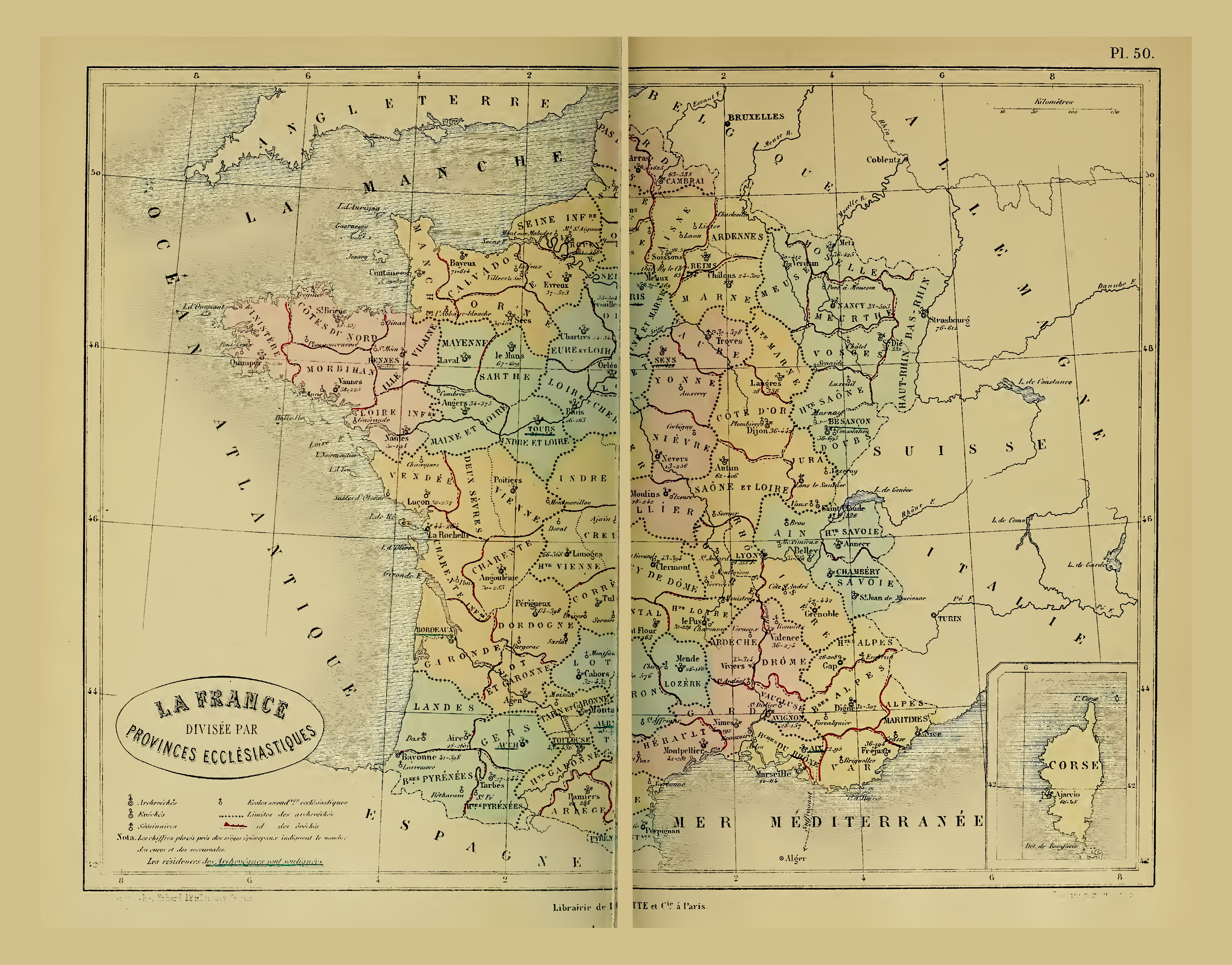
L'archidiocèse d'Auch et sa province (1822-2002).
L'archidiocèse non métropolitain d'Auch, suffrageant de celui de Toulouse depuis 2002.

La date de la fondation du diocèse est inconnue. Le titre d'évêque d'Auch n'apparaît qu'au concile d'Agde de 506, où il est porté par un certain Nicetius. Le diocèse primitif devait comprendre la civitas Auscorum des Romains. Il aurait été entouré des diocèses de Toulouse, Comminges, Tarbes, Eauze (Elusa), Agen et Lectoure.
Le diocèse métropolitain d'Eauze fut ruiné par les Normands au IXe siècle et son territoire fut réuni à celui d'Auch, qui hérita de son titre métropolitain.
Après les débuts de la Reconquista, les diocèses de Pampelune, Jaca et Calahorra deviennent suffragants de l'archevêché d'Auch (à l'origine ils dépendaient de l'archidiocèse de Tarragone). Le royaume de Navarre se developpe bientôt sur ces territoires. À la suite de la restauration de l'archevêché de Tarragone en 1091, Auch perd son autorité sur ces diocèses mais l'archevéque d'Auch maintiendra jusqu'à la Révolution française le titre honorifique de "primat de Novempopulanie et du royaume de Navarre".
Depuis 1317 jusqu'à la Révolution française, son territoire resta immuable. Il était bordé au nord par les diocèses de Bazas et de Condom, au nord-est par le diocèse de Lectoure, à l'est par le diocèse de Lombez, au sud-est par le diocèse de Comminges, à l'ouest par les diocèses de Tarbes et de Lescar et au nord-ouest par le diocèse d'Aire.
L'archidiocèse d'Auch fut supprimé par le concordat de 1801 et son territoire rattaché au diocèse d'Agen.
Le concordat du 11 juin 1817 et la bulle Paternae caritatis du 6 octobre 1822 le rétablirent. Son territoire comprit désormais le département du Gers. Il était le ressort métropolitain des évêchés d'Aire (Landes), de Bayonne (Pyrénées-Atlantiques) et de Tarbes (Hautes-Pyrénées).
Le 29 juin 1908, un décret de la Congrégation consistoriale autorise l'archevêque d'Auch à adjoindre à son titre ceux d'évêque de Condom, Lectoure et Lombez, sièges supprimés en 1801.
Le 8 décembre 2002, le diocèse d'Auch cesse d'être métropolitain. Inclus dans la province ecclésiastique de Toulouse, il en devient suffragant mais garde, au nom de son histoire, le titre immuable d'archidiocèse.

## Organisation

### Diocèses suffragants médiévaux de l'archidiocèse
- Diocèse d'Aire
- Diocèse de Bayonne
- Diocèse de Bazas
- Diocèse de Comminges
- Diocèse de Couserans
- Diocèse de Dax
- Diocèse de Lectoure
- Diocèse de Lescar
- Diocèse d'Oloron
- Diocèse de Tarbes

### Paroisses du diocèse
Le diocèse d'Auch compte vingt-six paroisses réparties en sept secteurs.